# AVN награда
Наградите на AVN (на английски: AVN Awards) се връчват за постижения в областта на порнографията. Те се организират от американското порнографско списание „Adult Video News“ (AVN, AVN Magazine) и се провеждат ежегодно в Лас Вегас, щата Невада, САЩ. Това са най-значимите и популярни награди в порнографската индустрия, поради което са наричани и „оскарите на порното“.
AVN наградите са разделени в над 100 категории, някои от които са аналогични на наградите, раздавани в други филмови и видео жанрове, а други категории са специфични за порнографски и еротични филми и видео.

## История
Наградите се провеждат традиционно в началото на всяка година. Първата церемония по връчване на наградите на AVN се състои през месец февруари 1984 г. Впоследствие наградите започват да се организират през месец януари. Първоначално са част от изложението Consumer Electronics Show (CES) в Лас Вегас, но през 90-те години на миналия век популярността им нараства и привличат повече внимание, което през 90-те години на 20 век води до установяването на церемонията по връчването им като отделно събитие, което най-напред се състои в развлекателния комплекс „Двореца на Цезар“ в Лас Вегас, но по-късно се провежда в други места в същия град. От 2008 г. церемонията по връчването им се състои в рамките на 90 минути, поради телевизионно ѝ излъчване по американската телевизионна мрежа „Шоутайм“ (Showtime).
През 2010 г. наградите на AVN се провеждат за първи път в залата на „Перления концерт театър“ в „Палмс казино резърт“ в Лас Вегас, а преди тяхното връчване е организирано най-внушителното в историята на наградите преминаване на звездите от индустрията по т.нар. „червен килим“. Церемонията е отразена в телевизионно предаване в над 25 държави. Именно през 2010 г. и през следващата 2011 г. в голямата звезда на наградите на AVN се превръща американската порнографска актриса Тори Блек, печелейки рекорден брой награди и номинации. Тя е единствената порнографска актриса, носителка два пъти на считаната за най-престижна награда на AVN и въобще в цялата индустрия – изпълнителка на годината, като тя прави това и в две поредни години.
Създадена е и AVN зала на славата, в която намират място най-значимите имена в порнографската индустрия – порнографски актьори, режисьори и продуценти, с оглед на техния осезаем принос в нейното развитие.
Всяка година наградите на AVN имат различни водещи, като по традиция това са няколко души – комик и порнографски актриси. В церемонията участват и различни музикални и други специални гости.
В периода 1986 – 1998 г. в церемонията по връчване на наградите на AVN са включени и категории, отнасящи се до хомосексуалната порнография, но през 1990 г. тези категории са отстранени, поради претоварването на церемонията, като са създадени отделно шоу за раздаване на гей награди, организирани и провеждани също от AVN.
Порноактрисата Таня Тейт в интервю от 2013 г. за „Хъфингтън пост“ представя своето виждане за влиянието на наградите на AVN върху индустрията за възрастни. Тя заявява: „Ако сте по-популярни сред феновете, компаниите са по-склонни да ви резервират за продукцията си... Номинирането за награди помага да изградите признание сред своите фенове. Хората, които печелят изпълнител и изпълнителка на годината, обикновено са солидни последователни таланти, които са отворени на много „нива“ и някои от тези изпълнители вече имат по-високи базови оценки от другите“.
В церемониите участват и редица специални мейнстрийм гости, най-вече певци, актьори, танцьори и др. Те представят на сцената на наградите свои изпълнения, презентират отделни категории награди или са водещи на церемонията. Сред тези гости са рапърите Фло Райда (2009), Бейби Баш (2010), Диджей Шай (2010), Too $hort (2012), Машин гън Кели (2014), Мис САЩ за 1991 г. Кели Маккарти (2010), актрисата и носителка на титлата „Плейбой Плеймейт“ Шона Сенд (2010), актрисата, писател и певица Маргарет Чо (2010), комедийните актьори Дейв Ейтъл (2010), Лиза Лампанели (2011), Ейприл Мейси (2013), Ребека Кочан (2014), Даниъл Стюърт (2015) и др.

## Категории награди
- AVN зала на славата
- Изпълнителка на годината
- Изпълнител на годината
- Най-добра нова звезда
- Най-добра актриса
- Най-добра поддържаща актриса
- Чуждестранна изпълнителка на годината
- Лесбийска изпълнителка на годината
- MILF изпълнителка на годината
- Транссексуален изпълнител на годината
- Кросоувър/Мейнстрийм звезда на годината
- Награди за изпълнение на сцени: най-добро соло/закачливо изпълнение, най-добра секс сцена момиче/момче, най-добра сцена с орален секс, най-добра сцена с анален секс, най-добра секс сцена с двойно проникване, най-добра секс сцена момиче/момиче, най-добра сцена с групов секс, най-добра POV секс сцена
- Награди на феновете: най-добри гърди, най-горещо дупе, любима порнозвезда – жена, любима порнозвезда – мъж, най-горещ MILF, най-сладка новачка, най-извратен изпълнител, звезда в социалните медии, любимо студио

## Годишни церемонии
- 1984: 1-ви AVN награди
- 2008: 25-и AVN награди
- 2009: 26-и AVN награди
- 2010: 27-и AVN награди
- 2011: 28-и AVN награди
- 2012: 29-и AVN награди
- 2013: 30-и AVN награди
- 2014: 31-ви AVN награди
- 2015: 32-ри AVN награди
- 2016: 33-ти AVN награди
- 2017: 34-ти AVN награди

## Галерия от наградите на AVN
| | | | | | |
| Тори Блек, 2010 г., Тя е първата и единствена актриса, която печели два пъти AVN наградата за изпълнителка на годината – през 2010 и 2011 г. | Райли Стийл, 2010 г. Носителка е на AVN наградата на феновете за любима порнозвезда четири поредни пъти от 2012 до 2015 г. | Кацуни, 2011 г. Носителка е на три поредни награди на AVN за чуждестранна изпълнителка на годината – 2005, 2006 и 2007 г. | Джесика Дрейк, 2011 г. Трикратна носителка на наградата на AVN за най-добра актриса (2005, 2006 и 2009 г.) и включена в Залата на славата на AVN. | Бруклин Лий, 2013 г., Печели наградата за най-добра нова звезда (2012 г.), като е носител на общо 9 награди на AVN в периода 2012 – 2013 г. | Бони Ротън, 2014 г., Тя е първата алтернативна порноактриса, която печели AVN наградата за изпълнителка на годината (2014 г.). |